# New Orleans, Bourbon Street
New Orleans, Bourbon Street ist eine US-amerikanische Krimiserie, die zwischen 1959 und 1960 produziert wurde.

## Handlung
Im Mittelpunkt der Handlung steht das vom aus einer alten Aristokratenfamilie stammenden Rechtsanwalt Rex Randolph und dem ehemaligen Polizisten Cal Calhoun geleitete Detektivbüro in New Orleans. Unterstützt werden die beiden von ihrem Assistenten Kenny Madison sowie von der Sekretärin Melody Lee Mercer.

## Hintergrund
New Orleans, Bourbon Street zählte zu einer Reihe zeitgleich von Warner Bros. produzierter Krimiserien. Mittels Handlungsüberschneidungen traten die Figuren von New Orleans, Bourbon Street auch in 77 Sunset Strip und Hawaiian Eye auf. Die Serie wurde nach dem Ende der ersten Staffel abgesetzt, woraufhin Rex Randolph in der Serie 77 Sunset Strip weiterermittelte. Kenny Madison wechselte zu Surfside 6.
Zu den Gaststars zählten unter anderem Mary Tyler Moore, Adam West, James Coburn und Richard Chamberlain.
Die Erstausstrahlung in Deutschland fand ab 1966 im Abendprogramm des ZDF statt, das zunächst nur 18 Folgen zeigte.